# Manuel Rodrigues de Azevedo

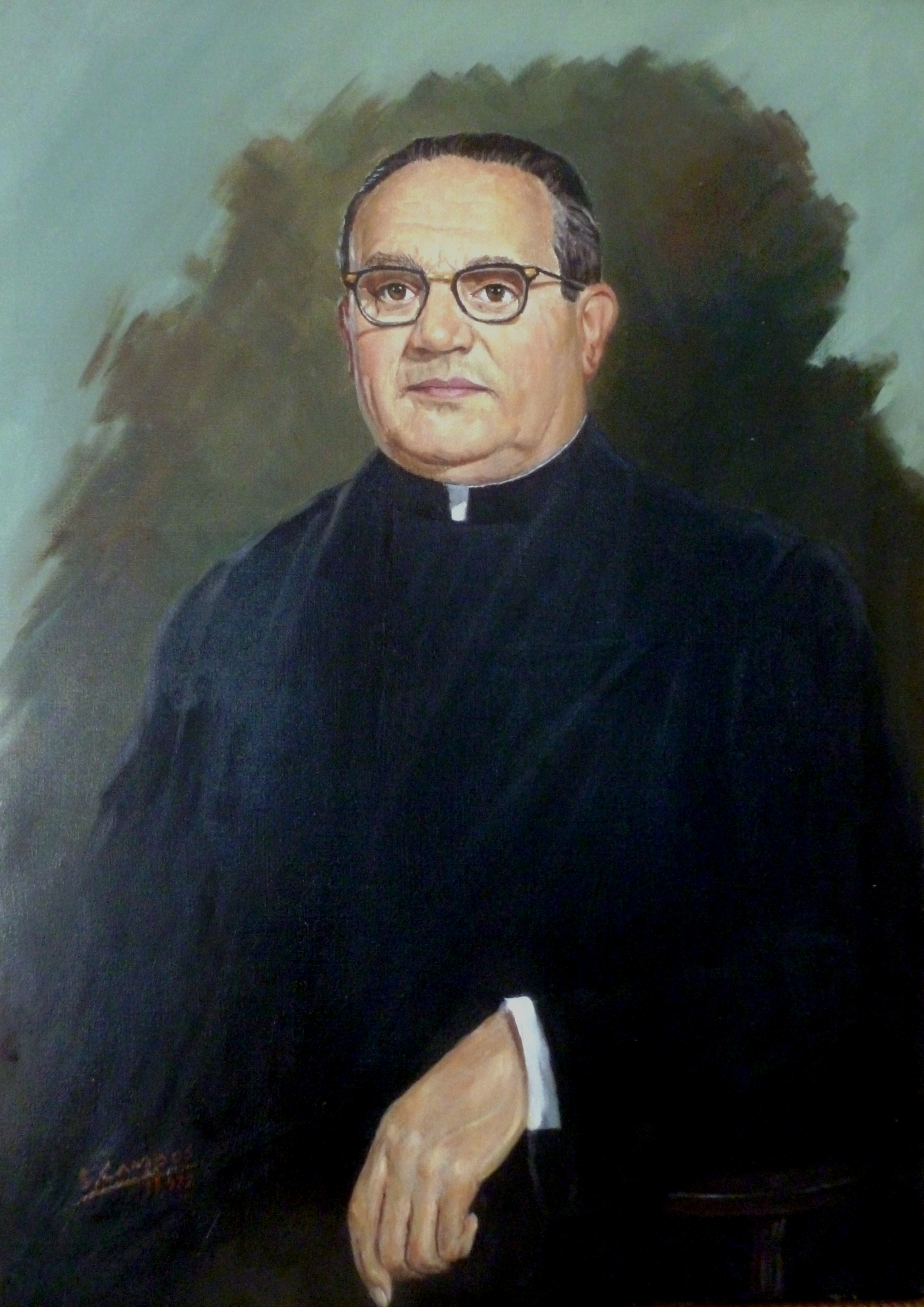
Retrato do Cónego Manuel Rodrigues de Azevedo, pintado à mão por Luís Campos, em 9 de Julho de 1972.

Manuel Rodrigues de Azevedo (1915—1988) foi um cónego português.

## Biografia
Filho de Abílio Alves de Azevedo e Maria José Rodrigues da Costa, Manuel Rodrigues de Azevedo nasceu em Forjães – Esposende a 16 de fevereiro de 1915. Faleceu na residência paroquial de Vila das Aves a 4 de dezembro de 1988, estando sepultado na terra natal em jazigo de família.

## Carreira
Após os estudos primários em Forjães, Manuel deu entrada no seminário arquidiocesano de Braga em outubro de 1927. Depois de onze anos de estudo, concluiu com distinção, em junho de 1938, o 4.º ano do curso de Teologia.
Logo após a ordenação sacerdotal a 10 de julho de 1938 e Missa Nova a 14 do mesmo mês, ficou ao serviço do Seminário Conciliar de Braga como professor de Liturgia. Além desta disciplina, ao longo dos anos, lecionou outras, nomeadamente, Inglês, Português, Latim, Música e Piano. Como educador, de 1940 a 1949, foi prefeito no Seminário Conciliar de Teologia.
De 1939 a 1940, foi vigário cooperador de Maximinos.
Durante vários anos, foi capelão do Colégio Dublin em Braga.
Dispensado dos exames de repetição, foi nomeado examinador do Clero bracarense a 7 de março de 1940.
Foi assistente de vários organismos arquidiocesanos – JACF (Juventude Agrária Católica Feminina) de 1945 a 1955, LACF (Liga Agrária Católica Feminina) de 1951 a 1955, JOCF (Juventude Operária Católica Feminina) de 1952 a 1954 – e director-adjunto das Associações Marianas Arquidiocesanas a 4 de Maio de 1951.
Em Março de 1960, foi nomeado Cónego Capitular da Catedral Bracarense e, em 1984, Cónego Penitenciário.
Orador sacro, dedicou-se à pregação pelas vastas paróquias do Minho (distritos de Braga e Viana do Castelo).
De 4 de abril de 1939 a outubro de 1983, exerceu o cargo de Mestre de Cerimónias da Sé Primacial de Braga.
Foi durante 36 anos, 1947-1983, calendarista do rito bracarense da Arquidiocese de Braga, e publicou anualmente, em latim, o Ordo para orientação da Liturgia das Horas e celebração da Eucaristia do clero bracarense até finais da década de setenta do século passado. Depois, o Ordo foi substituído, em português, pelo Directório Litúrgico Bracarense.
Como poeta, escreveu poesia de temática religiosa (mais de meia centena de poemas) que está, praticamente, toda musicada.
Ocasionalmente jornalista, elaborou uma longa e minuciosa reportagem para o jornal Diário do Minho, entre julho e agosto de 1947, em treze "Notas de Viagem", aquando da canonização de S. João de Brito, em Roma, pelo Papa Pio XII.

## Publicações
Como liturgista, escreveu vários artigos e levou a cabo algumas publicações (ver galeria abaixo).
Compositores de música sacra, os Padres Manuel Rodrigues de Azevedo e Manuel de Faria Borda publicaram, em co-autoria, dois livros: Florilégio Mariano em 1949, e Florilégio Eucarístico (um álbum de cânticos para crianças com acompanhamento de órgão), em 1952.
Em Março de 2013, após vasculhamento do espólio musical deste sacerdote, muitas composições musicais foram encontradas e transcritas musicalmente em computador pelo Dr. António da Costa Gomes. Este espólio foi publicado em Março de 2014 no livro Espólio Musical do Cónego Manuel Rodrigues de Azevedo.
Como autor:

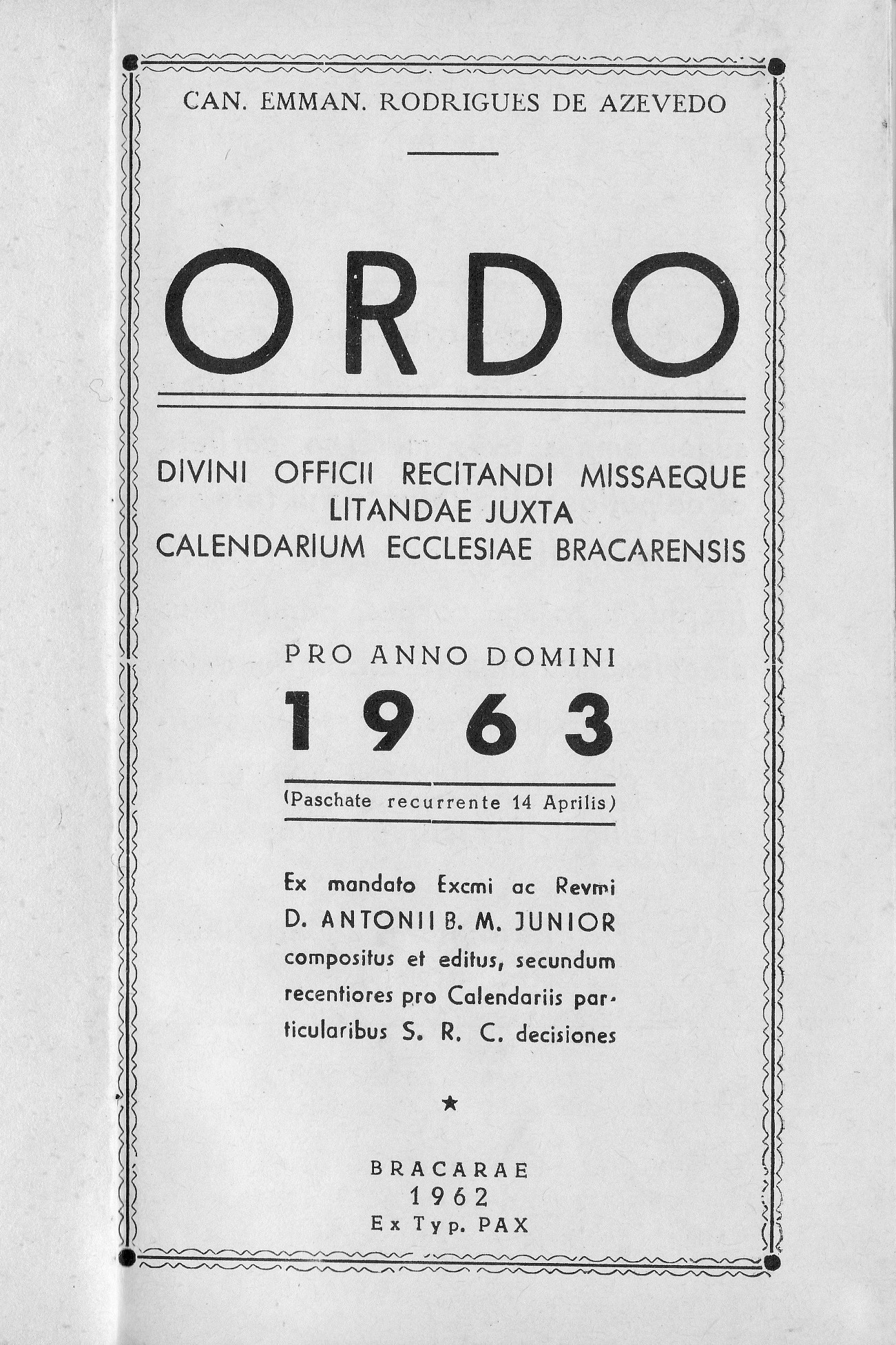
Ordo (1962)[obras 3]
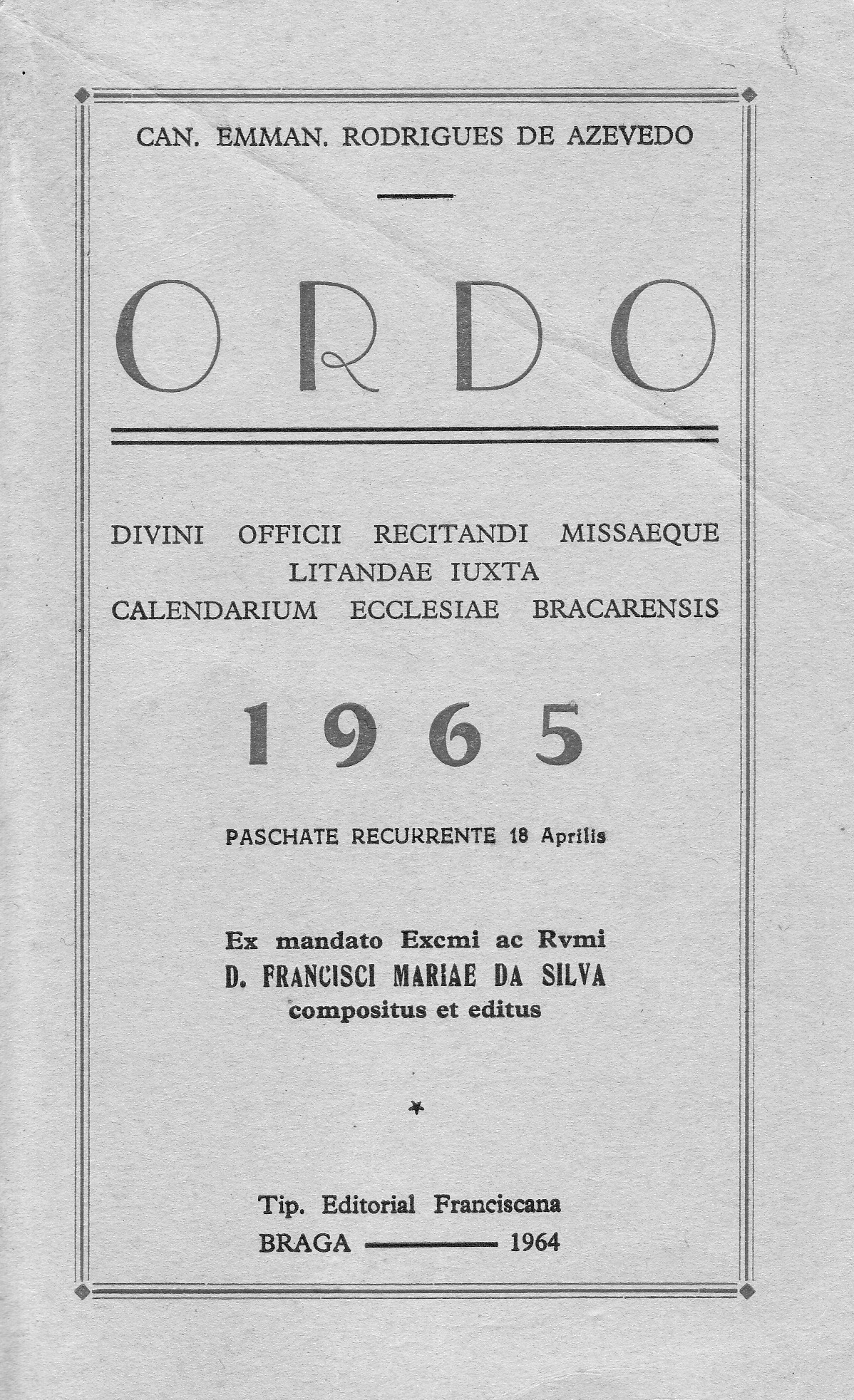
Ordo (1965)[obras 4]
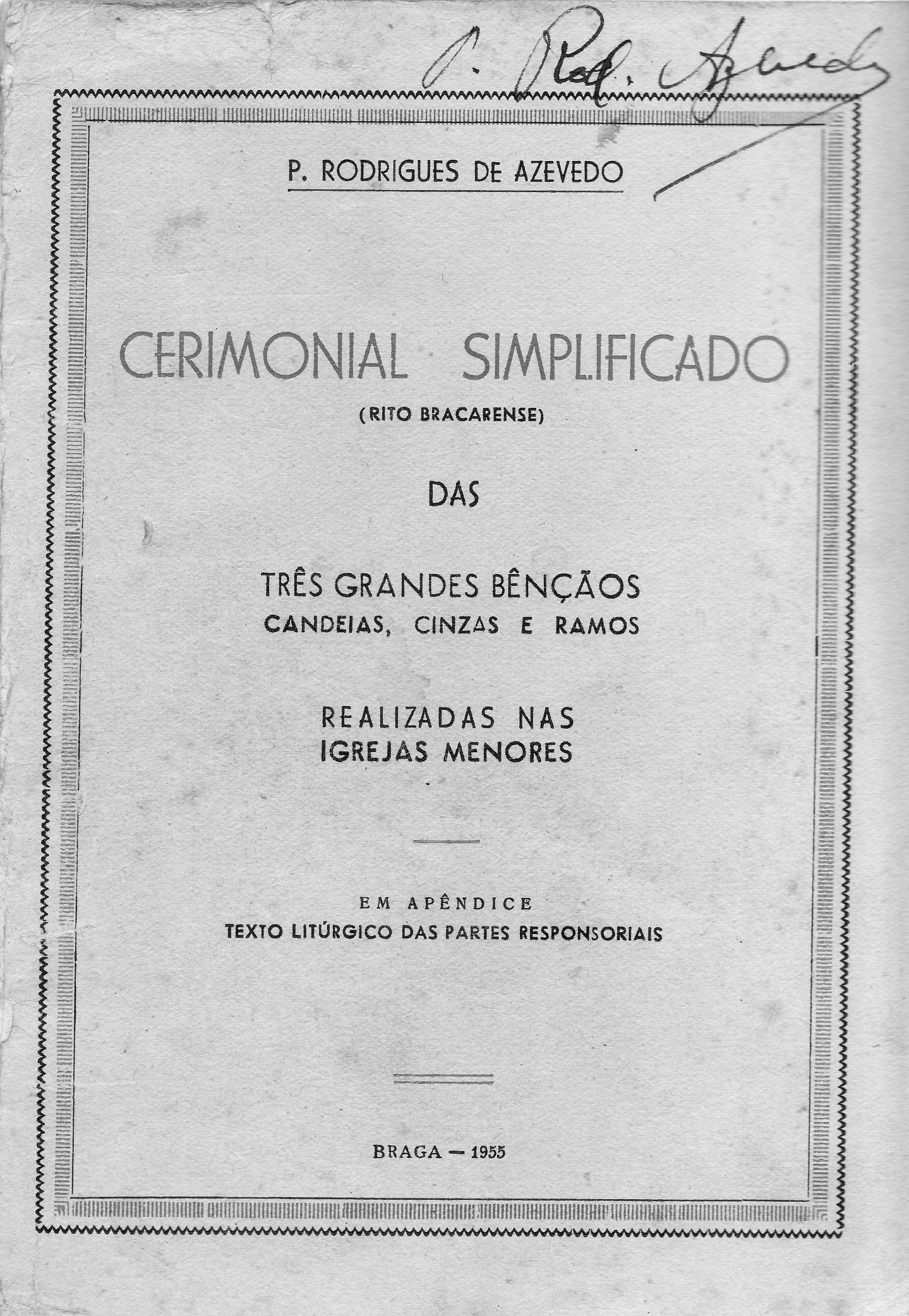
Cerimonial Simplificado (Rito Bracarense) das três grandes bênçãos – Candeias, Cinzas e Ramos – realizadas nas igrejas menores (1955)[obras 5]
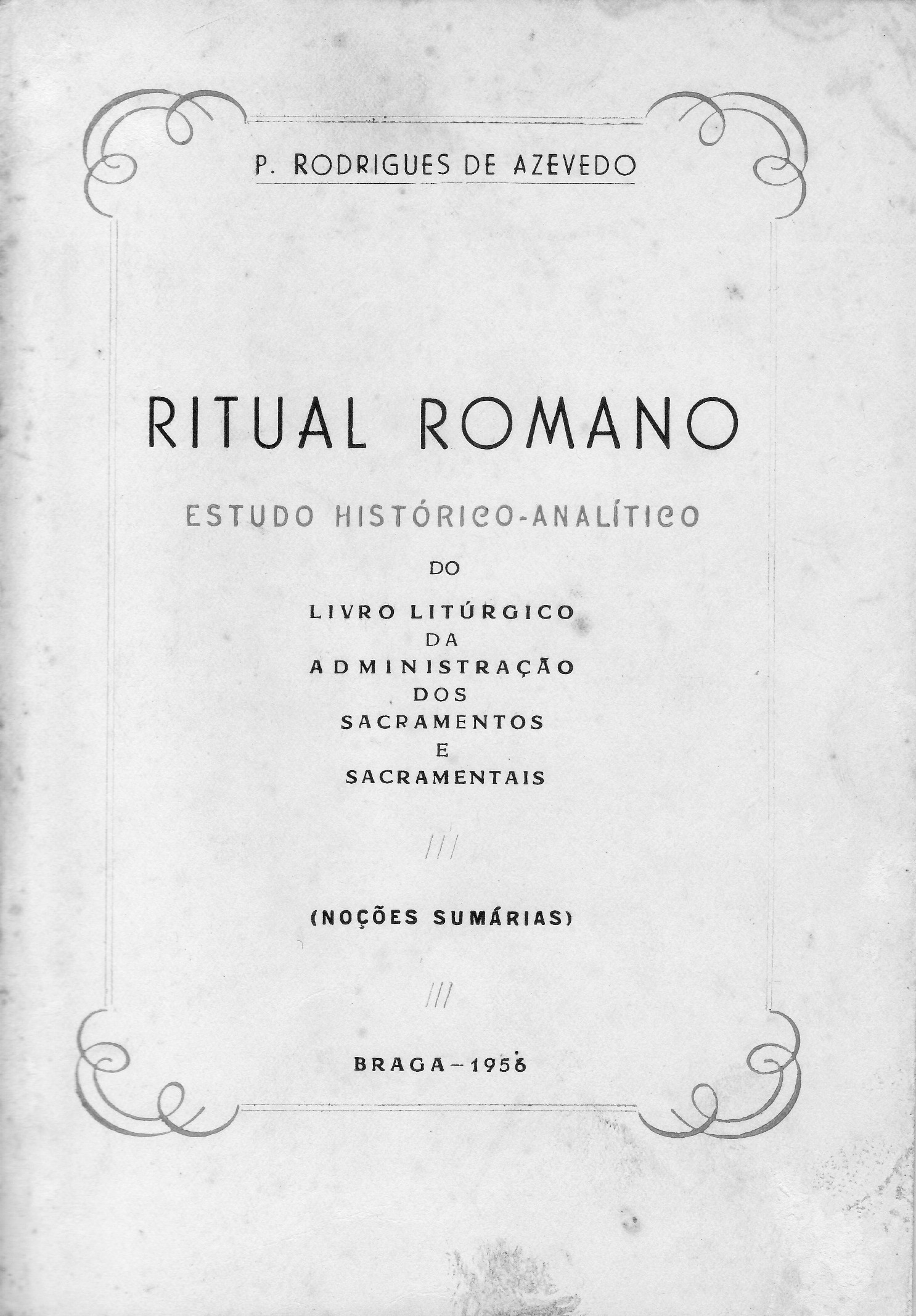
Ritual Romano – Estudo histórico-analítico do Livro Litúrgico da administração dos sacramentos e sacramentais (1956)[obras 6]
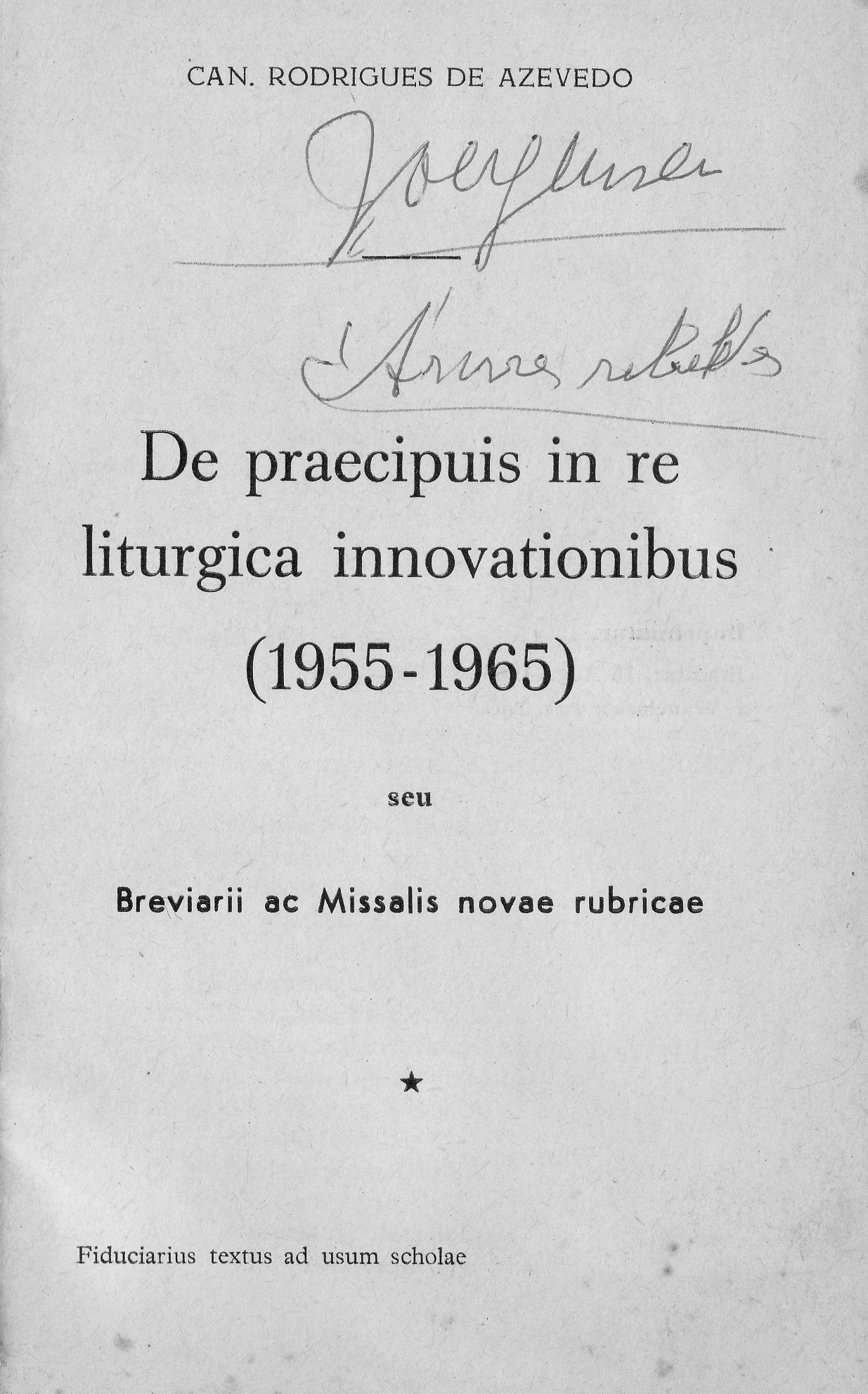
De praecipuis in re liturgica innovationibus (1955-1965)[obras 7]
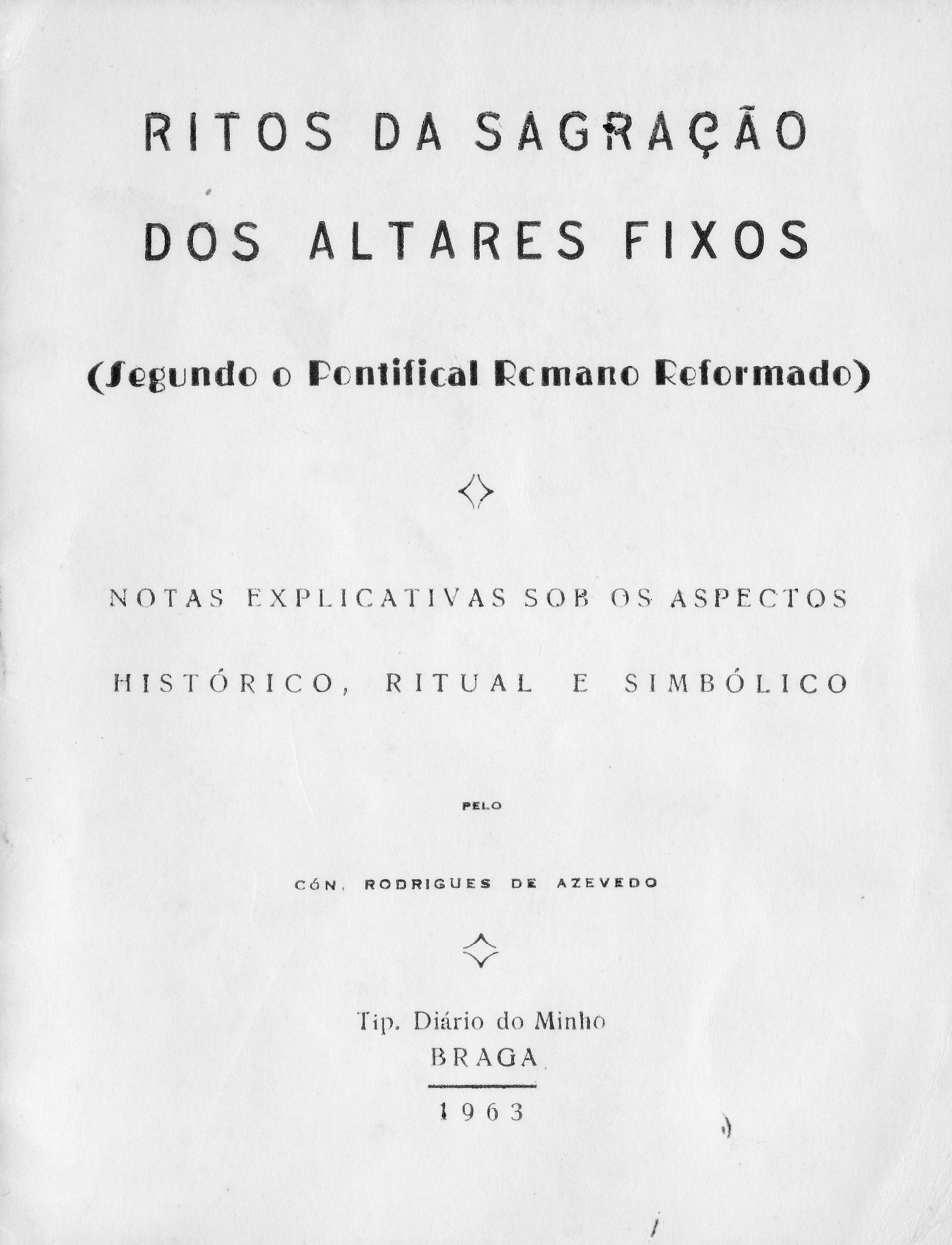
Ritos da Sagração Dos Altares Fixos (1963)[obras 8]
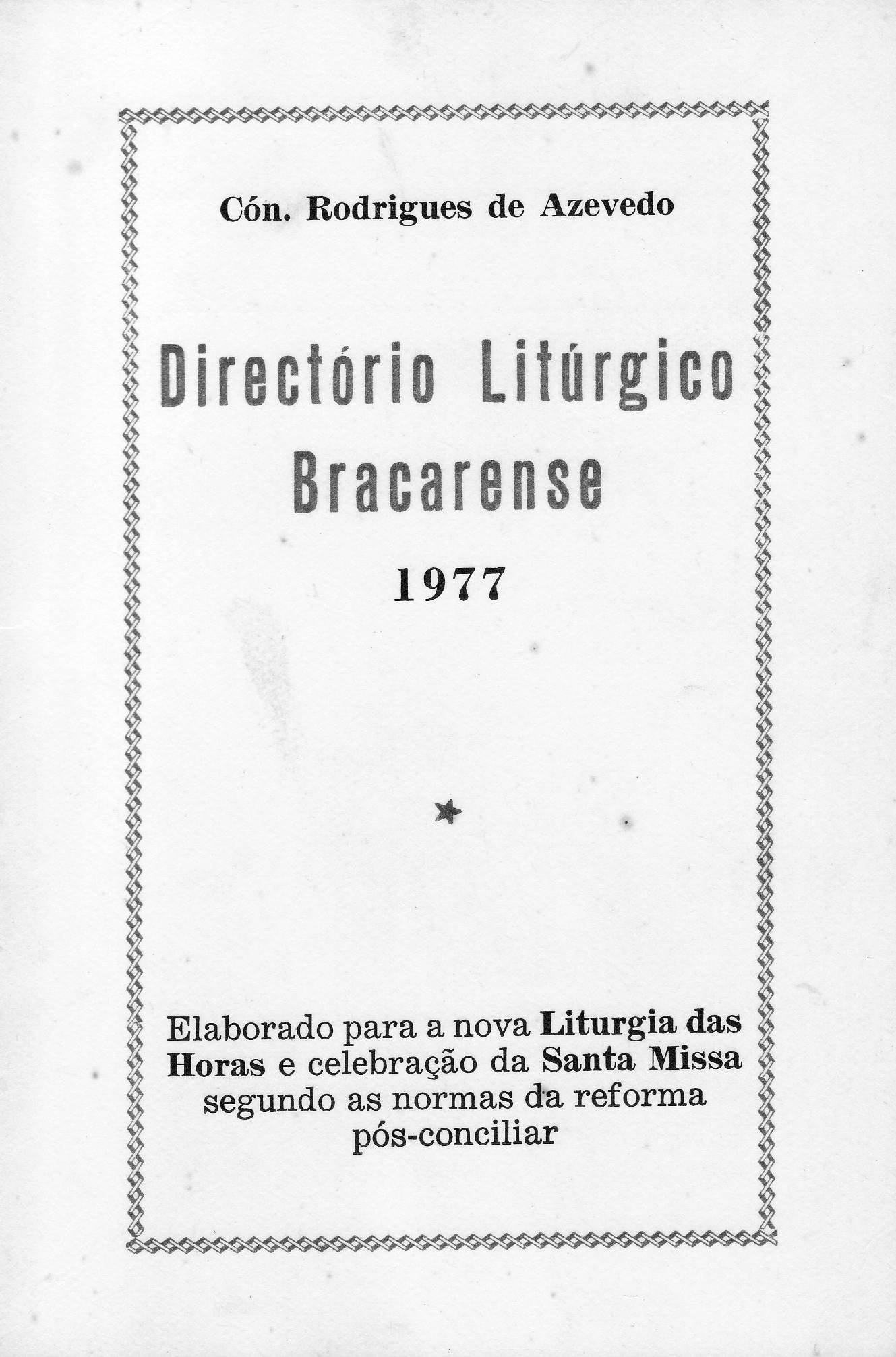
Directório Litúrgico Bracarense (1977)[obras 9]
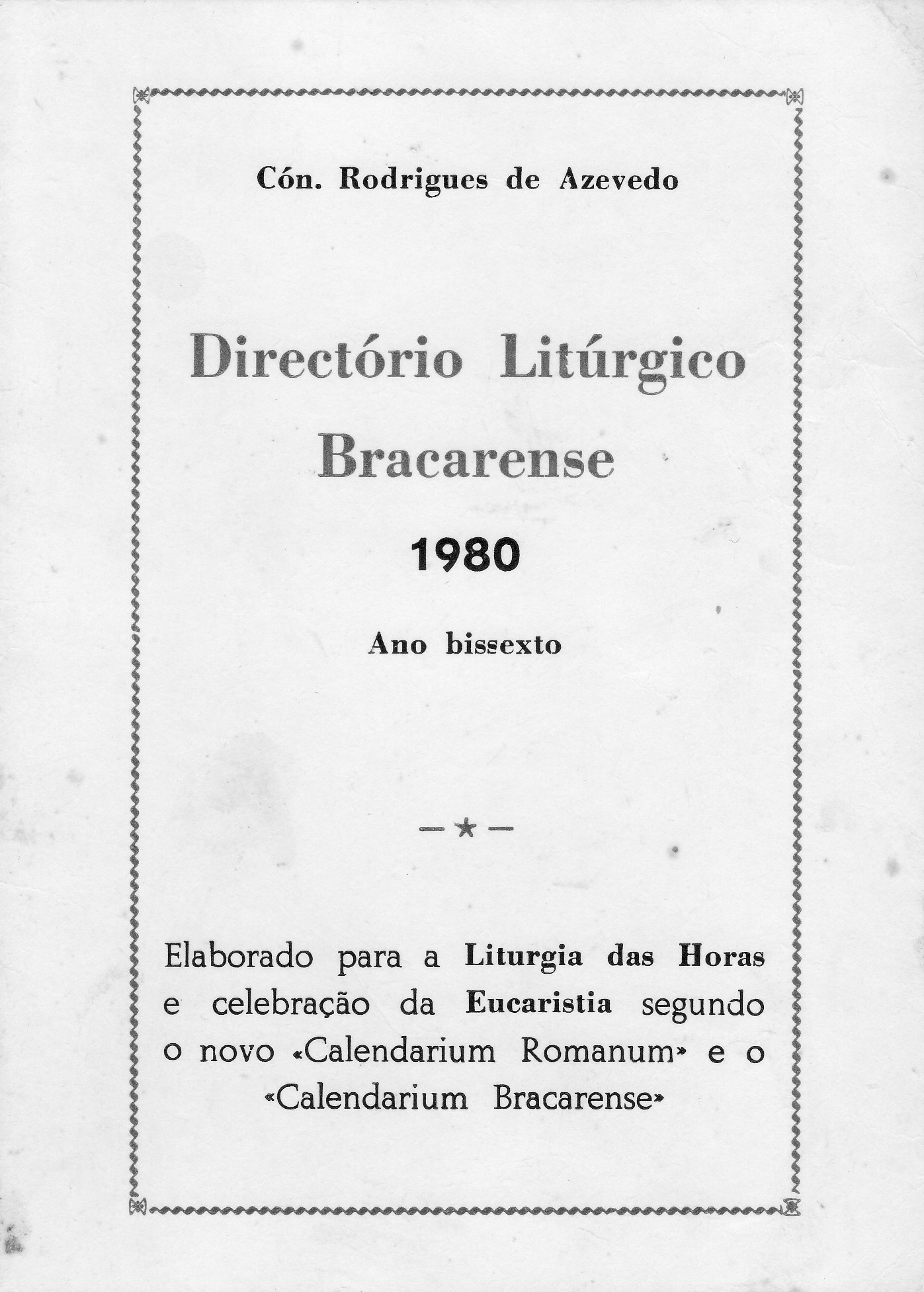
Directório Litúrgico Bracarense (1980)[obras 10]

| Como co-autor: - Florilégio Mariano, Colecção de Motetes e Cânticos a Nossa Senhora (1949) - Florilégio Eucarístico (1952)Florilégio Eucarístico (1952) | Como revisor: - Cerimonial da Missa Cantada Segundo o Rito Bracarense (1956) |

### Obras
1. 1 2  Manuel de Faria Borda e Manuel Rodrigues de Azevedo (1949). Florilégio Mariano, Colecção de Motetes e Cânticos a Nossa Senhora (A duas vozes iguais com acompanhamento de órgão ou harmónico). Braga: [s.n.]
2. 1 2  Manuel de Faria Borda e Manuel Rodrigues de Azevedo (1952). Florilégio Eucarístico. Braga: [s.n.]
3. ↑  Manuel Rodrigues de Azevedo (1962). ORDO. DIVINI OFFICII RECITANDI MISSAEQUELITANDAE JUXTACALENDARIUM ECCLESIAE BRACARENSIS. Ex mandato Excmi ac Revmi D. ANTONII B. M. JUNIOR compositus et editus, secundum recentiores pro Calendariis particularibus S. R. C. decisiones. Braga: [s.n.]
4. ↑  Manuel Rodrigues de Azevedo (1965). ORDO. DIVINI OFFICII RECITANDI MISSAEQUELITANDAE JUXTACALENDARIUM ECCLESIAE BRACARENSIS. Ex mandato Excmi ac Revmi D. FRANCISCI MARIAE DA SILVA compositus et editus. Braga: [s.n.]
5. ↑  Manuel Rodrigues de Azevedo (1955). Cerimonial Simplificado (Rito Bracarense) das Três Grandes Bênçãos (Candeias, Cinzas e Ramos), realizadas nas Igrejas Menores. Braga: [s.n.]
6. ↑  Manuel Rodrigues de Azevedo (1956). Ritual Romano - Estudo histórico-analítico do Livro Litúrgico da administração dos sacramentos e sacramentais. Noções sumárias. Braga: [s.n.]
7. ↑  Manuel Rodrigues de Azevedo (1955–1965). De praecipuis in re liturgica innovationibus. Breviarii ac Missalis novae rubricae. Fiduciarius textus ad usum scholae. Braga: [s.n.]
8. ↑  Manuel Rodrigues de Azevedo (1963). Ritos da Sagração Dos Altares Fixos (Segundo o Pontificam Romano Reformado). Notas Explicativas Sob Os Aspectos Histórico, Ritual e Simbólico. Braga: [s.n.]
9. ↑  Manuel Rodrigues de Azevedo (1977). Directório Litúrgico Bracarense. Elaborado para a nova Liturgia das Horas e celebração da Santa Missa segundo as normas da reforma pós-conciliar. Braga: [s.n.]
10. ↑  Manuel Rodrigues de Azevedo (1980). Directório Litúrgico Bracarense. Elaborado para a Liturgia das Horas e celebração da Eucaristia segundo o novo «Calendarium Romanum e o »Calendarium Bracarense». Braga: [s.n.]
11. ↑  Manuel Gomes de Almeida (1956). Cerimonial da Missa Cantada Segundo o Rito Bracarense. Edição revista e aumentada por Manuel Rodrigues de Azevedo 2ª ed. Braga: [s.n.]